# Исагулянц, Ваче Иванович
Ваче Иванович Исагулянц  (арм. Վաչե Հովհաննեսի Իսագուլյանց; 2 мая 1893, Шуша, Елизаветпольская губерния — 22 января 1973, Москва) — советский армянский химик-органик, академик АН Армянской ССР (с 1943)

## Биография
- В 1915—1917 — лаборант кафедры органической химии Московского коммерческого института.
- В 1917—1923 — сотрудник отделения синтеза сложных органических соединений Московской фабрики товарищества «Феррейн».
- В 1921 — окончил технологический факультет Института торговли в Москве.
- Работал на Московском химико-фармацевтическом заводе (1923—1932).
- В 1925—1935 старший химик лаборатории, заведующий производством, технический директор экспериментального завода треста «ТЭЖЭ».
- В 1935—1937 главный химик «Гипрохима».
- В 1923 ассистент Московского института народного хозяйства им. Г. В. Плеханова.
- В 1930—1933 преподаватель Московского института тонкой химической технологии им. М. В. Ломоносова.
- В 1937—1941 доцент, заведующий кафедрой органической химии и химии нефти.
- С 1943 зам. директора МНИ — МИНХ и ГП им. И. М. Губкина.
- В 1973 профессор МИНХ и ГП им. И. М. Губкина.

## Научно-производственные достижения
Одним из первых применил в широких масштабах способы синтеза на основе алкил- и арилмагнийгалогенидов при отсутствии эфира.
Автор более 50 изобретений; 500 научных работ, монографий, в том числе:
- «Синтетические душистые вещества» (1946)
- «Химия нефти» (1963)
- «Ионообменный катализ (катализ в присутствии ионообменных смол)» (1975)

## Учёные степени и звания
- Профессор (1936)
- Доктор химических наук (1939)

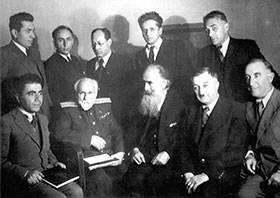
Первые члены АН Армянской ССР. Исагулянц сидит, второй справа

- Действительный член АН Армянской ССР (1943, первый состав)
- Лауреат премии имени академика И. М. Губкина (за работу по методам алкилирования фенола олефинами и спиртами на сульфокатионах,1969)